# 中國國民黨中央委員會文化傳播委員會
中國國民黨中央委員會文化傳播委員會，簡稱國民黨中央文傳會、文傳會，為中國國民黨中央委員會負責文宣工作、媒體互動及黨史管理之部門。現任主任委員為林寬裕。

## 沿革
中國國民黨中央文化傳播委員會源自大陸時期之中國國民黨中央執行委員會宣傳部。1950年中國國民黨遷臺後進行改造，設「中國國民黨中央委員會第四組」（簡稱中四組），負責中國國民黨黨意理論之宣傳、文化控制機制，以掌握所有文藝、宣傳活動。1972年改組為中央文化工作會，職司指導、設計與策進黨義理論之研究與闡揚，政綱政策之宣傳，文化運動之宣傳及黨營文化事業。2000年政黨輪替後組織再次改造，文工會與中央黨史委員會合併為「文化傳播委員會」，黨史會業務由文傳會黨史館掌理。

## 職掌
根據《中國國民黨中央委員會組織規程》，文化傳播委員會掌理文宣工作之企劃與策進，新聞媒體之聯繫與服務，網路平台管理與網路訊息之蒐報分析，以及黨史史料文物之徵集、典藏、編纂與運用等事宜。

## 組織編制
下設宣傳部、新媒體部、黨史館。

## 歷任负责人
| 戴季陶                                                  | 1924年1月31日－1924年6月30日  |
| 劉蘆隱                                                  | 1924年6月30日－1924年8月14日  |
| 汪精衛                                                  | 1924年8月14日－1925年10月5日  |
| 毛澤東                                                  | 1925年10月5日－1926年1月23日  |
| 汪精衛                                                  | 1926年1月23日－1926年2月5日   |
| 毛澤東                                                  | 1926年2月5日－1926年5月28日   |
| 顧孟余                                                  | 1926年5月28日－1927年4月21日  |
| 胡漢民                                                  | 1927年4月21日－1928年2月23日  |
| 戴季陶                                                  | 1928年2月23日－1928年3月15日  |
| 葉楚傖                                                  | 1928年3月15日－1930年11月24日 |
| 劉蘆隱                                                  | 1930年12月4日－1931年12月29日 |
| 邵元沖                                                  | 1931年12月29日－1935年2月28日 |
| 劉蘆隱                                                  | 1935年2月28日－1936年9月17日  |
| 方治                                                    | 1936年9月17日－1937年2月21日  |
| 邵力子                                                  | 1937年2月21日－1938年4月8日   |
| 顧孟余                                                  | 1938年4月8日－1938年4月28日   |
| 周佛海                                                  | 1938年4月28日－1939年1月5日   |
| 葉楚傖                                                  | 1939年1月5日－1939年11月20日  |
| 王世傑                                                  | 1939年11月20日－1942年12月7日 |
| 張道藩                                                  | 1942年12月7日－1943年10月4日  |
| 梁寒操                                                  | 1943年10月4日－1944年11月20日 |
| 王世傑                                                  | 1944年11月20日－1945年8月31日 |
| 吳國楨                                                  | 1945年8月31日－1946年5月15日  |
| 彭學沛                                                  | 1946年5月15日－1947年7月9日   |
| 李惟果                                                  | 1947年7月9日－1948年7月15日   |
| 黃少谷                                                  | 1948年7月15日－1949年4月9日   |
| 程天放                                                  | 1949年4月9日－1950年3月23日   |
| 張其昀                                                  | 1950年3月23日－1950年8月5日   |
| 中国国民党中央改造委员会/中国国民党中央委员会第四組主任 |                               |
| 曾虛白                                                  | 1950年8月5日－1950年10月13日  |
| 陶希聖                                                  | 1950年10月13日－1951年7月25日 |
| 蕭自誠                                                  | 1951年7月25日－1952年8月8日   |
| 沈昌煥                                                  | 1952年8月8日－1954年8月18日   |
| 馬星野                                                  | 1954年8月18日－1959年6月10日  |
| 沈锜                                                    | 1959年6月10日－1960年1月13日  |
| 曹圣芬                                                  | 1960年1月13日－1961年5月24日  |
| 謝然之                                                  | 1961年5月24日－1967年3月20日  |
| 陳裕清                                                  | 1967年3月20日－1972年5月15日  |
| 中國國民黨中央委員會文化工作會主任                      |                               |
| 吳俊才                                                  | 1972年5月15日－1976年11月24日 |
| 丁懋時                                                  | 1976年11月24日－1978年1月4日  |
| 楚崧秋                                                  | 1978年1月4日－1980年6月25日   |
| 周應龍                                                  | 1980年6月25日－1984年8月8日   |
| 宋楚瑜                                                  | 1984年8月8日－1987年2月25日   |
| 戴瑞明                                                  | 1987年2月25日－1989年5月24日  |
| 祝基瀅                                                  | 1989年5月24日－1994年3月23日  |
| 簡漢生                                                  | 1994年3月23日－1996年6月12日  |
| 蔡璧煌                                                  | 1996年6月12日－1997年12月16日 |
| 黃麗卿                                                  | 1997年12月16日－1999年3月17日 |
| 黃輝珍                                                  | 1999年3月17日－2000年3月29日  |
| 胡志強                                                  | 2000年3月29日－2001年2月14日  |
| 中國國民黨中央委員會文化傳播委員會主任委員              |                               |
| 王志刚                                                  | 2001年2月14日－2001年12月5日  |
| 吳清基                                                  | 2001年12月5日－2002年9月2日   |
| 蔡正元                                                  | 2002年9月2日－2004年10月18日  |
| 張榮恭                                                  | 2004年10月18日－2005年8月19日 |
| 鄭麗文                                                  | 2005年8月19日－2006年8月6日   |
| 黃玉振                                                  | 2006年8月6日－2007年1月10日   |
| 杨渡                                                    | 2007年1月10日－2007年10月25日 |
| 黄玉振                                                  | 2007年10月25日－2010年2月23日 |
| 李建榮                                                  | 2008年5月7日－2010年2月23日   |
| 蘇俊賓                                                  | 2010年02日23日－2011年7月31日 |
| 莊伯仲                                                  | 2011年8月1日－2012年7月31日   |
| 蕭旭岑                                                  | 2012年8月1日－2013年9月17日   |
| 范姜泰基                                                | 2013年9月17日－2015年1月20日  |
| 林奕華                                                  | 2015年1月20日－2016年4月13日  |
| 周志偉                                                  | 2016年4月13日－2016年10月24日 |
| 楊永明                                                  | 2017年7月12日－2017年8月20日  |
| 李明賢                                                  | 2017年8月20日－2018年6月30日  |
| 程美華                                                  | 2019年10月2日－2020年1月15日  |
| 王育敏                                                  | 2020年3月19日－2021年10月5日  |
| 凌濤                                                    | 2021年10月5日－2022年3月24日  |
| 王育敏                                                  | 2022年3月24日－2022年8月30日  |
| 洪孟楷                                                  | 2022年8月30日－2023年5月3日   |
| 林寬裕                                                  | 2023年5月3日－2024年2月27日   |
| 李彥秀                                                  | 2024年2月27日－2025年4月2日   |
| 林寬裕                                                  | 2025年4月2日－現任            |